# Olympias (1987)
Olympias (řecky Ολυμπιάς) je rekonstrukce antické athénské triéry a významný počin experimentální archeologie. Jako plavidlo Řeckého námořnictva je v současnosti jedinou triérou ve službě.